# 真夜中の訪問客
『真夜中の訪問客』（まよなかのほうもんきゃく, Death of an Englishman）は、マグダレン・ナブ（Magdalen Nabb）著によるイタリアを舞台にした警察小説である。カラビニエリの「グアルナッチャ准尉」（Maresciallo Guarnaccia）を主人公とするシリーズの第1作目である。

## あらすじ
12月の霧の立ち込めるフィレンツェの早朝、カラビニエリの分署にグアルナッチャ准尉宛てに准尉の知り合いだという掃除夫から、要領を得ない電話がかかってきた。グアルナッチャがインフルエンザに罹患して寝ていたため見習い士官のバッチ憲兵が出動したところ、掃除夫が働くアパートメントの住人でイギリス人のA・ラングレー＝スマイスが自室で射殺死体となって発見された。
ラングレー＝スマイスは5年前にローマの大使館を退職した後、引退してフィレンツェに住み、投資活動を行いながら比較的つましい生活をしていたが、部屋からは扉が開けられたままの金庫内に各国通貨で50万ポンド余りの現金と、イタリアで管轄省庁の許可なく売買・移動してはならないとされる歴史的文化財が発見された。
ロンドンのスコットランドヤードからローストフト主任警部とジェフリーズ警部が派遣されてきて捜査に加わり、ラングレー＝スマイスは近隣との付き合いがないばかりでなく、フィレンツェの英国人社会の中からも孤立した存在であったことが分かった。

## 登場人物

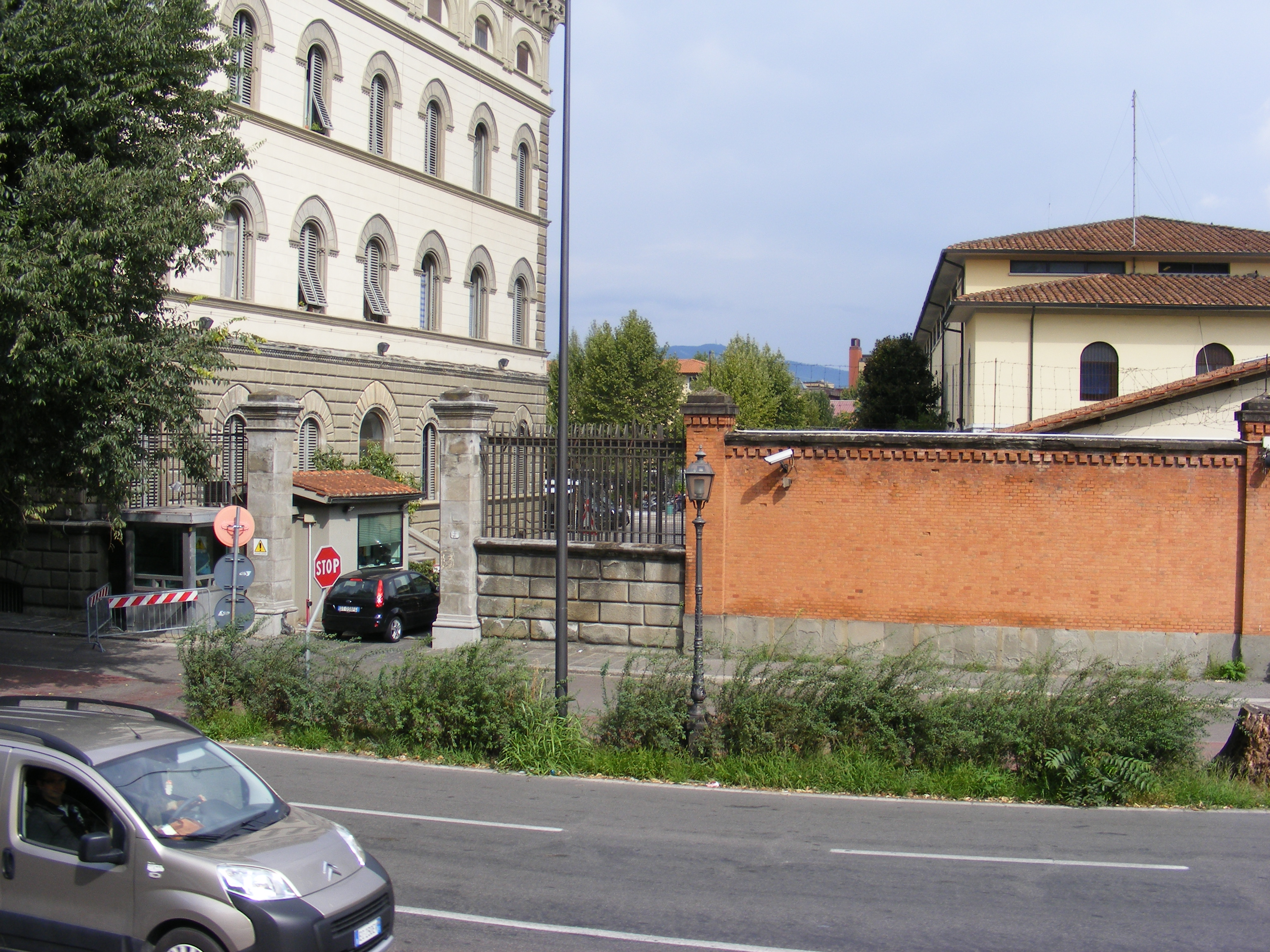
フィレンツェにあるカラビニエリの士官学校

グアルナッチャ
カラビニエリの准尉
バッチ
カラビニエリの見習い士官
大尉
捜査を指揮するカラビニエリの将校
ローストフト
スコットランドヤードの主任警部
ジェフリーズ
スコットランドヤードの警部
A・ラングレー＝スマイス
元大使館員のイギリス人
チェザリーニ
ラングレー＝スマイスのアパートメントの2階に住む骨董商
チポッラ
ラングレー＝スマイスのアパートメントの掃除夫